# Ontbinding (overeenkomst)
Ontbinding is de juridische benaming voor een manier van het beëindigen van een overeenkomst. Dat kan zich in verschillende gevallen voordoen. Ontbinding in de zin van de wet is een eenzijdig rechtsmiddel. Hierbij valt te denken aan ontbinding wegens tekortkoming (art. 6:265 BW), ontbinding wegens onvoorziene omstandigheden  (imprévision) (art. 6:258 BW) en non-conformiteit (art. 7:22 BW). In de praktijk wordt het wederzijds beëindigen van een overeenkomst ook regelmatig (wederzijdse) ontbinding genoemd, terwijl het in feite om een (beëindigings)overeenkomst gaat.

## Ontbinding wegens tekortkoming
Ontbinding is mogelijk indien een contractpartij zijn verplichtingen uit een (verbintenisscheppende) overeenkomst niet is nagekomen. Door de ontbinding komt op beide partijen de verplichting te rusten om de gevolgen van de verbintenis ongedaan te maken.
Ontbinding is geregeld in het Burgerlijk Wetboek, in artikel 6:265. Het kan alleen bij een wederkerige overeenkomst. Indien het niet blijvend of tijdelijk onmogelijk is om alsnog na te komen, dient de tekortschietende partij de mogelijkheid te hebben gekregen om alsnog binnen een redelijke termijn aan zijn verplichtingen te voldoen. Voldoet hij daar niet aan, dan komt hij automatisch "in verzuim" te verkeren en krijgt zijn wederpartij de bevoegdheid de overeenkomst geheel of gedeeltelijk te ontbinden. Dit kan hij doen door een schriftelijke verklaring aan de tekortschietende partij te sturen of door een daartoe strekkende vordering bij de rechter in te dienen.
Niet elke tekortkoming is overigens reden voor ontbinding. Als sprake is van een tekortkoming van geringe betekenis (bijvoorbeeld het te laat betalen van een huurtermijn), dan rechtvaardigt dit geen ontbinding. In beginsel echter is ontbinding bij elke tekortkoming mogelijk; een uitzondering doet zich zelden voor.

## Ontbinding wegens non-conformiteit
Ontbinding is mogelijk wanneer het geleverde niet aan de overeenkomst beantwoordt en daarnaast herstel en vervanging onmogelijk zijn of niet van de verkoper kan worden verlangd of de verkoper tekort is geschoten in zijn verplichting om het herstel of de vervanging binnen een redelijke termijn en zonder ernstige overlast uit te voeren. Van de verkoper kan herstel en vervanging niet worden verlangd wanneer de kosten hiervan in geen verhouding staan tot een ander recht of vordering die de koper toekomt, gelet op de waarde van het product c.q. de zaak indien zij aan de overeenkomst zou beantwoorden. De verkoper is verplicht, mede gelet op de aard van de zaak en op het bijzondere gebruik van de zaak dat bij de overeenkomst is voorzien, binnen een redelijke termijn en zonder ernstige overlast voor de koper, zijn verplichtingen (aflevering van het ontbrekende etc.) na te komen.
Voor zowel ontbinding wegens tekortkoming als ontbinding wegens non-conformiteit moet de eisende partij in beginsel eerst iets anders doen. Bij een tekortkoming is dat een ingebrekestelling sturen en bij non-conformiteit is dat aflevering van het ontbrekende, kosteloos herstel of vervanging eisen.

## Ontbinding vanwege onvoorziene omstandigheden (art. 6:258 BW)
Ontbinding vanwege onvoorziene omstandigheden kan door een van de partijen worden gevraagd aan de rechter. Ontbinding kan dus niet eenzijdig worden aangezegd. Dit is ook juridisch gezien logisch omdat de betreffende overeenkomst reeds tot stand is gekomen. Partijen hebben immers de overeenkomst beide ondertekend. Het aanvullen van wederzijdse overeenkomsten vereist een akkoord van beide partijen. Meestal komen partijen daar niet uit en biedt de wet (BW) een mogelijkheid via een interventie van de rechter. Het BW geeft niet aan wat onder onvoorziene omstandigheden moet worden verstaan, maar ze moeten wel van zodanige aard zijn dat van de wederpartij in redelijkheid en billijkheid niet de ongewijzigde instandhouding van de overeenkomst mag worden verwacht. Stel dat de wederpartij zichzelf heeft verplicht de nog te leveren zaak te verzekeren, maar dat lopende de overeenkomst blijkt dat die verzekering te weinig situaties dekt, dan kan de andere partij aan de rechter verzoeken een aanvullend voorschrift aan de overeenkomst toe te voegen. Weigert de wederpartij dit, dan kan de andere partij ontbinding vorderen, omdat hij gerede twijfel heeft inzake de toekomstige aflevering.
Overigens wordt een wijziging (aanvulling) van de overeenkomst niet door de rechter uitgesproken, voor zover de omstandigheden krachtens de aard van de overeenkomst of de in het (maatschappelijk) verkeer geldende opvattingen voor rekening komen van degene die zich erop beroept (het tweede lid van art. 6:258 BW). In het hierboven beschreven geval loopt de eiser het risico dat hij zelf de (aanvullende) verzekeringspremie zal moeten betalen.